# Јапански традиционални музички инструменти
Јапански традиционални музички инструменти, чине већу групу различитих жичаних, дувачких и ударачких инструмената.

## Жичани инструменти

### Окидачки
- Бива (琵琶) - лаута крушкастог тела
- Ичигенкин (一絃琴) - једножичана цитра
- Кото (箏) - дугачка цитра
- Џунанаген (十七絃) - 17-жичана цитра
- Тајшогото (大正琴) - цитра са металним жицама и кључевима
- Куго (箜篌) - искошена харфа
- Саншин (三線) - банџо са Окинаве са три жице
- Шамисен (三味線) - лаута налик банџоу са три жице
- Јаматогото (大和琴) - дугачка цитра; такође позната и као вагон (和琴)
- Тонкори (トンコリ) - окидачки инструмент коришћен од стране Ајну народа на Хокајду

### Гудачки
- Гудачка лаута са три (или ређе четири) жице и кожним телом

## Дувачки инструменти

### Флауте
Јапанске флауте се називају Фуе, и има их осам:
- Хочику (法竹) - вертикална флаута од бамбуса
- Нокан (能管) - попречна флаута од бамбуса коришћена у но позоришту
- Рјутеки (龍笛) - попречна флаута од бамбуса коришћена у Гагаку
- Кагурабуе (神楽笛) - попречна флаута од бамбуса коришћена у ми-кагура (御神楽, шинто ритуалној музици)
- Комабуе (高麗笛) - попречна флаута од бамбуса коришћена у Комагагаку; слична је са рјутеки
- Шакухачи (尺八) - вертикална флаута од бамбуса коришћена током зен медитације
- Шинобуе (篠笛) - попречна флаута од бамбуса коришћена у народу
- Цучибуе (土笛, у буквалном преводу „земљана флаута") - лоптаста флаута направљена од глине, пореклом из Кине

### Инструменти са језичком
- Хичирики (篳篥) - инструмент са дуплим језичком, коришћен у гагаку

### Усни инструменти без језичка
- Шо (笙) - усни музички орган састављен од 17 цеви; коришћен у гагаку
- У (竽) - велики усни музички орган

### Рог
- Хорагај (法螺貝) - рог од морске шкољке; још познат и као џинкај (陣貝)

## Перкусије

### Бубњеви
- Како (羯鼓) - мали бубањ коришћен у гагаку
- Тајко (太鼓), у буквалном преводу велики бубањ
  - Оцузуми (大鼓) - ручни бубањ
  - Шиме-дајко (締太鼓) - мали бубањ свиран палицама
  - Цузуми (鼓) - мали ручни бубањ
- Цури-дајко (釣太鼓) - бубањ на постољу, декорисан насликаним орнаментима на глави; свиран палицама са поставом
- Ико - мали декорисани бубњеви у облику пешчаног сата
- Сан-но-цузуми (三の鼓), двоглави бубањ у облику пешчаног сата, ударан само са једне стране
- Ден-ден дајко (でんでん太鼓) - бубањ са куглицама, коришћен као дечја играчка

### Остали
- Хјошиги (拍子木) - удараљке од дрвета или бамбуса
- Мокугјо (木魚) - дрвена коцка изрезбарена у облику рибе; удара се дрвеним штапом и често користи током будистичких појања
- Шоко (鉦鼓) - мали гонг коришћен у гагаку; ударан помоћу два рога
- Сасара (ささら) - удараљка направљена од дрвених летви, повезаних ужетом или жицом
  - Ита-сасара (板ささら) - удараљка направљена од дрвених летви, повезаних ужетом или жицом
  - Бин-сасара (編木, 板ささら; позната још и као бин-засара) - удараљка направљена од дрвених летви, повезаних ужетом или жицом
- Кокирико (筑子) - је пар дрвених удараљки; удараних заједно, полако и ритмички
- Кагура сузу - ручно звончано стабло; састављено из три етаже ситних звончића
- Кане (鉦) - мали равни гонг
- Шакубјоши (笏拍子) - удараљка направљена од пара равних дрвених штапова

## Остали
- Мукури (ムックリ) - дромбуље пореклом од ајну народа
- Кокин (口琴) - општи назив за дромбуље; још познат и као Бијабон - (びやぼん) током едо периода